# Sergueï Wojciechowski
Pour les articles homonymes, voir Wojciechowski.
Sergueï Wojciechowski ou Voïtzekhovsky (16 octobre 1883, Vitebsk - 7 avril 1951, région d'Irkoutsk, URSS),  (en russe Сергей Николаевич Войцеховский ; en tchèque Sergej Nikolajevič Vojcechovský)  est un officier de l'Armée impériale russe d'origine polonaise qui participa à la guerre civile russe, du côté des armées blanches, en Sibérie.

## Biographie
Son père, Nicolas Karlovitch, était un officier d'origine polonaise de l'armée impériale russe. Sa mère, était née Marie Mikhaïlovna Gnatowskaïa. Il épousa en 1909 la fille d'un officier russe, Margarita Viktorovna Temnikova, dont il eut un fils, Georges.
Il fut élève jusqu'en 1902 du lycée moderne de Velikié Louki, près de Pskov, puis entra à l'École d'artillerie Constantin (Saint-Pétersbourg), dont il sortit en 1904.
Il servit alors dans la 2e brigade d'artillerie de la 20e division d'infanterie de la 1re armée du Caucase, où il s'occupa de l'instruction. Ensuite, il devint instructeur au 5e régiment des fusiliers de la division d'artillerie de Bialystok. Il devint aide-de-camp de son futur beau-père, le colonel Victor Temnikov.
En 1912, il fut incorporé à la 1re brigade de grenadiers, tout en enseignant la tactique militaire à l'École de Guerre Alexandre, à Saint-Pétersbourg. Il obtint son brevet de pilote de guerre. Pendant l'année 1913, il servit à l'état-major de la région militaire de Moscou, puis jusqu'à juin 1914 fut commandant du 122e régiment d'infanterie de Tambov.
Pendant la Grande Guerre, il devint aide-de-camp à l'état-major de la 69e division d'infanterie, puis à partir de janvier 1917 à l'état-major du 20e corps d'armée. Il combattit dans les Carpates et dans les batailles du Dniepr. Il fut blessé et décoré de plusieurs Ordres. En 1914, il était capitaine, il devint lieutenant-colonel en 1916.
Jusqu'en septembre 1917, il devint de facto chef de l'état-major de la 126e division d'infanterie et ensuite chef de l'état-major de la 1re division tchèque, incorporée à l'armée russe.

## Au service de l'armée tchèque
Après la Révolution d'Octobre, il devint commandant d'un régiment de fusiliers tchèques, et en mai 1918, devint le commandant de la Légion tchèque, basée alors près de Tcheliabinsk. Il organisa et pourvut à l'armement des Tchèques, afin de combattre les bolcheviks.
Il prit la ville de Tcheliabinsk dans la nuit du 26 au 27 mai 1918 et engagea ses troupes sur le front de l'Oural. Le mois suivant, il unit ses forces à celles de Radola Gajda (Rudolf Geidl) basées en Sibérie.

## Général de l'armée de l'amiral Koltchak
Le 8 mars 1919, il retourna au service des Armées blanches (dans le haut-commandement de l'amiral Koltchak), au rang de général-major. Il commanda la 2e armée d'Oufa. Il fut décoré pour les prises de Tcheliabinsk, Troïtsk, Zlatooust, Ekaterinbourg.
À partir du mois d'août 1919, la situation de l'armée blanche était devenue plus périlleuse. Son armée fut attaquée sur son flanc droit par la 27e division des fusiliers de l'armée rouge. Il contre-attaqua plus au nord et réussit au prix d'une discipline sévère (il fit fusiller le général blanc Grivine) à maintenir le front.
Le 5 janvier 1920, il était aux portes de Krasnoïarsk. Le 25 janvier 1920, à la mort du général Vladimir Kappel, il prit le commandement du front oriental. Il dirigea l'armée blanche vers Irkoutsk où eurent lieu de terribles combats à la fin de janvier, jusqu'au 1er février ; mais une épidémie de typhus frappa l'armée blanche, déjà exsangue.
Après la mort de l'amiral Koltchak, les Blancs se replièrent le long de la rivière Angara vers le lac Baïkal gelé. Ce fut la longue marche des rescapés des armées de Koltchak au-delà du Baïkal, épisode resté fameux sous le nom de la « marche des glaces » de Sibérie.
En mai 1920, Wojciechowski était en Crimée, où un gouvernement aux mains des Blancs tentait de se maintenir au pouvoir. Il rejoignit le général Wrangel. En novembre 1920, à l'arrivée des Rouges, il fut évacué par mer vers Constantinople et se réfugia en Tchécoslovaquie.

## Général de l'armée tchécoslovaque
Le 1er mai 1921, il devint officier de l’armée tchécoslovaque et commanda les forces de Transcarpathie, près d’Oujgorod, puis commanda une division à Trnava (l'ancienne Tyrnau) et, à partir de 1927, l’armée de terre de Brno. Il fut nommé général en 1929 et, en 1935, général à l’état-major de Prague.
En 1938, il commanda la 1re armée de Tchécoslovaquie. Au moment de la crise de Munich, il était activement anti-munichois.
Il fut donc contraint à la démission en avril 1939. Pendant l’occupation allemande, il fit partie d’une organisation résistance intérieure tchèque la « Défense de la Nation » (Obrana národa).

## Après la Seconde Guerre mondiale
À l'arrivée des troupes soviétiques, il fut arrêté à Prague par le NKVD, le 1er mai 1945, et déporté à Moscou, le 30 mai, à la prison de Boutyrka. Il fut condamné le 15 septembre 1945 à dix ans de prison. En 1946, il fut enfermé au Goulag près d'Oujensk et en 1949, au camp de Taïchet. Il travaillait, à cause de son mauvais état de santé, comme infirmier à l'infirmerie du camp. Il y mourut de tuberculose, le 7 avril 1951.